# Abraham Peter von Carnap
Abraham Peter von Carnap (* 3. März 1766 in Elberfeld, heute Teil von Wuppertal; † 22. Juni 1838 ebenda) war Kaufmann und Ratsverwandter in Elberfeld.
Als Sohn von Johannes von Carnap, einem Kaufmann zu Elberfeld, Ratsverwandten und Schöffen des Stadtgerichts (* 1735 in Elberfeld; † 1793 ebenda), und Maria Christina Siebel (* 1735 in Elberfeld; † 1790 in Nymwegen, Niederlande) erhielt Abraham Peter von Carnap am 12. März 1766 in Elberfeld die Kindstaufe.
Am 10. März 1791 heiratete er Anna Katharina Quack (1769–1822) in Hees bei Nymwegen und hatte mit ihr vier Kinder, von denen zwei im Kindesalter starben. Seine Söhne waren Johann Adolf von Carnap (1793–1871), der von 1837 bis 1850 Oberbürgermeister Elberfelds war, und der Kaufmann Johann Eduard von Carnap. Sein Urgroßvater war Peter von Carnap, der 1722 Bürgermeister in Elberfeld war, und sein Großvater war Johannes von Carnap. Dieser war 1737 Bürgermeister in Elberfeld gewesen.
Abraham Peter von Carnap selbst war 1800 und 1807 Ratsverwandter und wurde 1802 zum Bürgermeister in Elberfeld gewählt. Turnusgemäß wurde er 1803 Stadtrichter in Elberfeld. Er war Kreisdeputierter und Direktorialrat bei der Vaterländischen Feuerversicherung.  
Nach der Einrichtung des Provinziallandtags der Rheinprovinz 1826 wurde er als stellvertretender Abgeordneter für den Stand der Städte und die Stadt Elberfeld gewählt. 1837 wurde er als Abgeordneter einberufen und nahm an der Landtagsverhandlungen teil.